# Jan Kremski
Jan Bernard Kremski (ur. 22 września 1914 w Werne, zm. 14 sierpnia 1941 w Dunkierce) – podporucznik pilot Polskich Sił Powietrznych w Wielkiej Brytanii, porucznik (ang. Flying Officer) Królewskich Sił Powietrznych.

## Życiorys
W 1937 kpr. Jan Kremski zwyciężył razem z por. Władysławem Nowakiem, ppor. Antonim Ostowiczem w Centralnych Zawodach Lotnictwa Myśliwskiego i zdobył Puchar im. śp. płk. pil. Stanisława Jasińskiego.
W kampanii wrześniowej walczył w 121 eskadrze myśliwskiej. Brał udział w zasadzce w Aleksandrowicach i 1 września 1939 strącił He 111 w rejonie Skoczowa. Meldował również o zniszczeniu He 111 koło Trzyńca, ale bombowiec wpadł w korkociąg i z pułapu 4500 m zniżył lot do 3000 m, gdzie pilotowi udało się opanować maszynę. 3 września 1939 miał udział w zestrzeleniu He 111 (koło wsi Kłaj). Miał też udział w strąceniu ½ Hs-126. Wspólnie z T. Arabskim uszkodził Do 17.
We Francji walczył w ramach V Klucza Kominowego „Kos”. Plutonowemu Kremskiemu uznano 14/15 zestrzeleń pewnych i 1 i 14/15 uszkodzeń – 5 czerwca 1940 wspólnie z dowódcą kpt. Bronisławem Kosińskim, por. Marianem Wesołowskim, plut. Adolfem Pietrasiakiem i ppłk. pil. M. E. Heagelenem zniszczyli 3 samoloty He 111 oraz uszkodzili 2 He 111
Po ewakuacji do Anglii otrzymał numer służbowy P-1531 i zaczął latać w 145 dywizjonie RAF
Od 9 września 1940 w dywizjonie myśliwskim 308. 7 lipca 1941 podczas operacji Circus 38 odniósł zwycięstwo pewne nad Me 109. Poległ 14 sierpnia 1941 roku nad Francją niedaleko niemieckiej bazy w St. Omer (w walce z przeważającym liczebnie przeciwnikiem zestrzeleni w chmurach zostali również kpt. J. Zaremba i por. pil Wiesław Choms). Pilotował Spitfire IIA (nr ser. P 8310, znaki ZF-E). Por. Kremski miał 26 lat. Pochowany na cmentarzu w Dunkierce
W Krakowie oraz Gniewie Kremski jest patronem ulicy – ul. Kremskiego.

## Zwycięstwa powietrzne
Na liście Bajana zajmuje 43. pozycję z wynikiem 4 i 14/15 zestrzeleń pewnych, 1/3 prawdopodobnych i 1 i 1/15 uszkodzeń.
Zestrzelenia pewne:
- He 111 lub Do 17[8] – 1 września 1939
- ½ He 111 – 3 września 1939
- ½ Hs-126 – wrzesień 1939
- He 111 – 24 maja 1940 (rej. Bourges, niemiecka załoga dostała się do niewoli)[9]
- 3/5 He 111 – 5 czerwca 1940
- Me 109 – 7 lipca 1941

Zestrzelenia prawdopodobne:
- 1/3 ? – ?

Uszkodzenia:
- ½ Do 17 – wrzesień 1939 (razem ze st.szer.Arabskim)
- He 111 – 24 maja 1940 (2 razy ½ wspólnie z kpr. Wacław Giermer, rej. Bourges)
- 2/5 He 111 – 5 czerwca 1940

## Ordery i odznaczenia
- Krzyż Srebrny Orderu Virtuti Militari[10]
- Krzyż Walecznych (trzykrotnie)[11]
- Medal Lotniczy